# Fußball-Club Energie Cottbus 1996-1997
Questa voce raccoglie le informazioni riguardanti il Fußball-Club Energie Cottbus nelle competizioni ufficiali della stagione 1996-1997.

## Stagione
Nella stagione 1996-1997 l'Energie Cottbus, allenato da Eduard Geyer, concluse il campionato di Regionalliga nordest al 1º posto, vinse lo spareggio promozione con l'Hannover 96 e fu promosso in 2. Bundesliga. In Coppa di Germania l'Energie Cottbus perse la finale con lo Stoccarda.

## Rosa
| N. |                                 | Ruolo | Calciatore       |
| -- | ------------------------------- | ----- | ---------------- |
| 1  | Germania (bandiera)             | P     | Kay Wehner       |
| 3  | Germania (bandiera)             | D     | Thomas Hoßmang   |
| 6  | Germania (bandiera)             | C     | Detlef Irrgang   |
| 7  | Germania (bandiera)             | C     | Mike Jesse       |
| 8  | Germania (bandiera)             | C     | Jens-Uwe Zöphel  |
| 9  | Germania (bandiera)             | A     | Toralf Konetzke  |
| 12 | Germania (bandiera)             | P     | Edmund Rottler   |
| 14 | Germania (bandiera)             | C     | Jörg Woltmann    |
| 17 | Germania (bandiera)             | A     | Frank Seifert    |
| 18 | Bosnia ed Erzegovina (bandiera) | C     | Igor Lazic       |
| 20 | Germania (bandiera)             | C     | Holger Fraedrich |
| 21 | Germania (bandiera)             | D     | Willi Kronhardt  |
| 23 | Germania (bandiera)             | D     | Kay Wenschlag    |

| N. |                     | Ruolo | Calciatore          |
| -- | ------------------- | ----- | ------------------- |
| 28 | Germania (bandiera) | A     | Sven Kubis          |
|    | Germania (bandiera) | D     | Helge Mankowski     |
|    | Germania (bandiera) | D     | Jens Melzig         |
|    | Ungheria (bandiera) | C     | Kristian Cener      |
|    | Francia (bandiera)  | C     | Moses Enguelle      |
|    | Germania (bandiera) | C     | Brian Gohr          |
|    | Germania (bandiera) | C     | Michael Hennig      |
|    | Germania (bandiera) | C     | Lars Mebus          |
|    | Germania (bandiera) | C     | Matthias Ringel     |
|    | Germania (bandiera) | C     | Ingolf Schneider    |
|    | Germania (bandiera) | A     | Armin Prill         |
|    | Germania (bandiera) | A     | Matthias Zimmerling |

## Organigramma societario
Area tecnica
- Allenatore: Eduard Geyer
- Allenatore in seconda: Hagen Reeck
- Preparatore dei portieri:
- Preparatori atletici:
- Analisi video:

## Calciomercato

### Sessione estiva
| Acquisti | Acquisti            | Acquisti               | Acquisti |
| R.       | Nome                | da                     | Modalità |
| -------- | ------------------- | ---------------------- | -------- |
| D        | Thomas Hoßmang      | Dinamo Dresda          |          |
| D        | Willi Kronhardt     | Eintracht Braunschweig |          |
| D        | Helge Mankowski     | Hertha Zehlendorf      |          |
| D        | Jens Melzig         | Chemnitz               |          |
| A        | Matthias Zimmerling | Carl Zeiss Jena        |          |

| Cessioni | Cessioni        | Cessioni       | Cessioni |
| R.       | Nome            | a              | Modalità |
| -------- | --------------- | -------------- | -------- |
| P        | Antonio Ananiev | Colonia        |          |
| C        | Dirk Rettig     | Erzgebirge Aue |          |
| C        | Dietmar Drabow  | Babelsberg     |          |

### Sessione invernale
| Acquisti | Acquisti   | Acquisti      | Acquisti |
| R.       | Nome       | da            | Modalità |
| -------- | ---------- | ------------- | -------- |
| C        | Igor Lazic | Dinamo Dresda |          |

| Cessioni | Cessioni | Cessioni | Cessioni |
| R.       | Nome     | a        | Modalità |
| -------- | -------- | -------- | -------- |

## Risultati

### Regionalliga

#### Girone di andata
| Arbitro: | Fleske |

|                                                  |           |  |
| Zöphel 35’ Irrgang 47’ Kronhardt 71’ Seifert 85’ | Marcatori |  |

| Arbitro: | Schößling |

|                    |           |                                                   |
| Muschiol 3’ (rig.) | Marcatori | 52’ Irrgang 54’ Konetzke 59’ Melzig 65’ Fraedrich |

| Arbitro: | Richter |

|                                                                        |           |                    |
| Melzig 9’ Irrgang 14’, 18’ Konetzke 20’ Zimmerling 60’ Zock 69’ (aut.) | Marcatori | 27’ (rig.) Kolbuch |

| Berlino 23 agosto 1996, ore 18:00 CEST 4ª giornata | TeBe Berlino | 0 – 0 referto | Energie Cottbus | Mommsenstadion (1 678 spett.)\| Arbitro: \| Scheibel \| |
| Arbitro:                                           | Scheibel     |               |                 |                                                         |

| Arbitro: | Endmann |

|  |           |            |
|  | Marcatori | 84’ Melzig |

| Arbitro: | Kruse |

|  |           |                                                    |
|  | Marcatori | 21’ Zimmerling 48’ Melzig 67’ Kronhardt 86’ Benken |

| Arbitro: | Bley |

|            |           |                                                 |
| Skerka 33’ | Marcatori | 12’ Seifert 64’ Irrgang 75’ Konetzke 89’ Melzig |

| Arbitro: | Kiefer |

|                                                               |           |  |
| Benken 14’ Zöphel 42’ Seifert 44’ Zimmerling 63’ Konetzke 68’ | Marcatori |  |

| Arbitro: | Junghof |

|             |           |                                         |
| Schmidt 34’ | Marcatori | 45’ Seifert 53’ Hoßmang 78’ (aut.) Otto |

| Arbitro: | Weise |

|                          |           |  |
| Irrgang 57’ Konetzke 62’ | Marcatori |  |

| Arbitro: | Haack |

|               |           |           |
| Wiedemann 43’ | Marcatori | 6’ Benken |

| Arbitro: | Sturm |

|              |           |           |
| Konetzke 49’ | Marcatori | 72’ Sadlo |

| Arbitro: | Heynemann |

|                 |           |                                   |
| Wahl 31’ (rig.) | Marcatori | 8’ Melzig 32’ Konetzke 39’ Benken |

| Arbitro: | Augar |

|                         |           |  |
| Fraedrich 2’ Benken 87’ | Marcatori |  |

| Arbitro: | Keßler |

|             |           |                            |
| Pasieka 53’ | Marcatori | 26’ Zimmerling 27’ Irrgang |

| Arbitro: | Weber |

|                                                          |           |  |
| Zimmerling 14’ Irrgang 74’ Konetzke 83’, 88’ Seifert 85’ | Marcatori |  |

| Erfurt 7 dicembre 1996, ore 13:00 CET 17ª giornata | Rot-Weiß Erfurt | 0 – 0 referto | Energie Cottbus | Steigerwaldstadion (7 900 spett.)\| Arbitro: \| Schößling \| |
| Arbitro:                                           | Schößling       |               |                 |                                                              |

#### Girone di ritorno
| Arbitro: | Wendorf |

|  |           |                       |
|  | Marcatori | 75’ Benken 90’ Zöphel |

| Arbitro: | Sather |

|  |           |          |
|  | Marcatori | 67’ Civa |

| Arbitro: | Sax |

|  |           |                                                    |
|  | Marcatori | 32’ Zöphel 48’ Melzig 53’, 90’ Fraedrich 73’ Lazic |

| Arbitro: | Bley |

|                   |           |  |
| Zöphel 52’ (rig.) | Marcatori |  |

| Arbitro: | Scheibel |

|               |           |  |
| Fraedrich 12’ | Marcatori |  |

| Arbitro: | Keßler |

|                                         |           |  |
| Konetzke 53’ Irrgang 81’ Zimmerling 89’ | Marcatori |  |

| Arbitro: | Reck |

|                                           |           |            |
| Konetzke 18’, 82’ Irrgang 43’ Hoßmang 44’ | Marcatori | 77’ Milenz |

| Plauen 23 marzo 1997, ore 14:00 CET 25ª giornata | Plauen | 0 – 0 referto | Energie Cottbus | Vogtlandstadion (5 200 spett.)\| Arbitro: \| Weber \| |
| Arbitro:                                         | Weber  |               |                 |                                                       |

| Arbitro: | Schößling |

|                              |           |  |
| Konetzke 30’, 41’ Benken 43’ | Marcatori |  |

| Berlino 5 aprile 1997, ore 14:00 CEST 27ª giornata | FC Berlino | 0 – 0 referto | Energie Cottbus | Sportforum Hohenschönhausen (740 spett.)\| Arbitro: \| Bley \| |
| Arbitro:                                           | Bley       |               |                 |                                                                |

| Arbitro: | Richter |

|                                    |           |  |
| Benken 1’ Woltmann 35’ Seifert 50’ | Marcatori |  |

| Arbitro: | Augar |

|                                   |           |                  |
| Tautenhahn 12’ (rig.) Tomoski 26’ | Marcatori | 56’, 59’ Irrgang |

| Arbitro: | Toschek |

|               |           |  |
| Schneider 90’ | Marcatori |  |

| Arbitro: | Fröhlich |

|             |           |                       |
| Golovan 17’ | Marcatori | 4’ Irrgang 65’ Zöphel |

| Arbitro: | Weber |

|  |           |                              |
|  | Marcatori | 16’ Pasieka 77’ (rig.) Milde |

| Arbitro: | Kiefer |

|               |           |                             |
| Schmelzer 88’ | Marcatori | 41’, 69’ Woltmann 84’ Lazic |

| Arbitro: | Blumenstein |

|                                   |           |               |
| Seifert 3’ Konetzke 77’ Lazic 90’ | Marcatori | 17’ Weißhaupt |

### Spareggio promozione intergirone
| Hannover 29 maggio 1997 andata | Hannover 96 | 0 – 0 referto | Energie Cottbus | Niedersachsenstadion (54 600 spett.)\| Arbitro: \| Weber \| |
| Arbitro:                       | Weber       |               |                 |                                                             |

| Arbitro: | Dardenne |

|                              |           |           |
| Hoßmang 38’ Irrgang 72’, 86’ | Marcatori | 42’ Ernst |

### Coppa di Germania
| Arbitro: | Sather |

|               |           |  |
| Woltmann 114’ | Marcatori |  |

| Arbitro: | Casper |

|             |           |  |
| Seifert 87’ | Marcatori |  |

| Arbitro: | Kemmling |

|                                        |                      |                                    |
| Konetzke 67’ Melzig 96’                | Marcatori            | 89’ Wohlert 99’ Bičanić            |
| Jesse Benken Zöphel Kronhardt Woltmann | Tiri di rigore 5 – 4 | Hirsch Bičanić Anders Marin Kienle |

| Arbitro: | Jansen |

|                                                   |                      |                                                     |
| Wenschlag Zöphel Benken Woltmann Zimmerling Jesse | Tiri di rigore 5 – 4 | Scharping Springer Trulsen Sobotzik Bochtler Scherz |

| Arbitro: | Berg |

|                                        |           |  |
| Kronhardt 64’ Irrgang 68’ Konetzke 82’ | Marcatori |  |

| Arbitro: | Steinborn |

|                |           |  |
| Élber 18’, 52’ | Marcatori |  |

## Statistiche

### Statistiche di squadra
| Competizione                     | Punti | In casa | In casa | In casa | In casa | In casa | In casa | In trasferta | In trasferta | In trasferta | In trasferta | In trasferta | In trasferta | Totale | Totale | Totale | Totale | Totale | Totale | DR  |
| Competizione                     | Punti | G       | V       | N       | P       | Gf      | Gs      | G            | V            | N            | P            | Gf           | Gs           | G      | V      | N      | P      | Gf     | Gs     | DR  |
| -------------------------------- | ----- | ------- | ------- | ------- | ------- | ------- | ------- | ------------ | ------------ | ------------ | ------------ | ------------ | ------------ | ------ | ------ | ------ | ------ | ------ | ------ | --- |
| Regionalliga nordest             | 82    | 17      | 14      | 1       | 2       | 44      | 7       | 17           | 11           | 6            | 0            | 36           | 10           | 34     | 25     | 7      | 2      | 80     | 17     | +63 |
| Coppa di Germania                | -     | 5       | 3       | 2       | 0       | 7       | 2       | 1            | 0            | 0            | 1            | 0            | 2            | 6      | 3      | 2      | 1      | 7      | 4      | +3  |
| Spareggio promozione intergirone | -     | 1       | 1       | 0       | 0       | 3       | 1       | 1            | 0            | 1            | 0            | 0            | 0            | 2      | 1      | 1      | 0      | 3      | 1      | +2  |
| Totale                           | 82    | 23      | 18      | 3       | 2       | 54      | 10      | 19           | 11           | 7            | 1            | 36           | 12           | 42     | 29     | 10     | 3      | 90     | 22     | +68 |

### Andamento in campionato
| Giornata  | 1 | 2 | 3 | 4 | 5 | 6 | 7 | 8 | 9 | 10 | 11 | 12 | 13 | 14 | 15 | 16 | 17 | 18 | 19 | 20 | 21 | 22 | 23 | 24 | 25 | 26 | 27 | 28 | 29 | 30 | 31 | 32 | 33 | 34 |
| --------- | - | - | - | - | - | - | - | - | - | -- | -- | -- | -- | -- | -- | -- | -- | -- | -- | -- | -- | -- | -- | -- | -- | -- | -- | -- | -- | -- | -- | -- | -- | -- |
| Luogo     | C | T | C | T | T | T | T | C | T | C  | T  | C  | T  | C  | T  | C  | T  | T  | C  | T  | C  | C  | C  | C  | T  | C  | T  | C  | T  | C  | T  | C  | T  | C  |
| Risultato | V | V | V | N | V | V | V | V | V | V  | N  | N  | V  | V  | V  | V  | N  | V  | P  | V  | V  | V  | V  | V  | N  | V  | N  | V  | N  | V  | V  | P  | V  | V  |
| Posizione | 1 | 1 | 1 | 1 | 1 | 1 | 1 | 1 | 1 | 1  | 1  | 1  | 1  | 1  | 1  | 1  | 1  | 1  | 1  | 1  | 1  | 1  | 1  | 1  | 1  | 1  | 1  | 1  | 1  | 1  | 1  | 1  | 1  | 1  |

Legenda:

Luogo: C = Casa; T = Trasferta. Risultato: V = Vittoria; N = Pareggio; P = Sconfitta.

### Statistiche dei giocatori
| Giocatore     | Regionalliga | Regionalliga | Regionalliga | Regionalliga | Spareggio | Spareggio | Spareggio   | Spareggio  | Coppa di Germania | Coppa di Germania | Coppa di Germania | Coppa di Germania | Totale   | Totale | Totale      | Totale     |
| Giocatore     | Presenze     | Reti         | Ammonizioni  | Espulsioni   | Presenze  | Reti      | Ammonizioni | Espulsioni | Presenze          | Reti              | Ammonizioni       | Espulsioni        | Presenze | Reti   | Ammonizioni | Espulsioni |
| ------------- | ------------ | ------------ | ------------ | ------------ | --------- | --------- | ----------- | ---------- | ----------------- | ----------------- | ----------------- | ----------------- | -------- | ------ | ----------- | ---------- |
| A. Ananiev    | 8            | 0            | 0            | 0            | 0         | 0         | 0           | 0          | 2                 | 0                 | 0                 | 0                 | 10       | 0      | 0           | 0          |
| S. Benken     | 33           | 8            | 9            | 0            | 2         | 0         | 1           | 0          | 6                 | 0                 | 0                 | 0                 | 41       | 8      | 10          | 0          |
| K. Cener      | 5            | 0            | 1            | 0            | 0         | 0         | 0           | 0          | 0                 | 0                 | 0                 | 0                 | 5        | 0      | 1           | 0          |
| M. Enguelle   | 5            | 0            | 1            | 0            | 0         | 0         | 0           | 0          | 1                 | 0                 | 0                 | 0                 | 6        | 0      | 1           | 0          |
| H. Fraedrich  | 24           | 5            | 9            | 0            | 1         | 0         | 0           | 0          | 4                 | 0                 | 0                 | 0                 | 29       | 5      | 9           | 0          |
| B. Gohr       | 0            | 0            | 0            | 0            | 0         | 0         | 0           | 0          | 0                 | 0                 | 0                 | 0                 | 0        | 0      | 0           | 0          |
| M. Hennig     | 3            | 0            | 0            | 0            | 0         | 0         | 0           | 0          | 0                 | 0                 | 0                 | 0                 | 3        | 0      | 0           | 0          |
| T. Hoßmang    | 33           | 2            | 8            | 0            | 2         | 1         | 0           | 0          | 6                 | 0                 | 3                 | 0                 | 41       | 3      | 11          | 0          |
| D. Irrgang    | 31           | 13           | 5            | 1            | 2         | 2         | 0           | 0          | 6                 | 1                 | 1                 | 0                 | 39       | 16     | 6           | 1          |
| M. Jesse      | 32           | 0            | 5            | 2            | 0         | 0         | 0           | 0          | 5                 | 0                 | 1                 | 0                 | 37       | 0      | 6           | 2          |
| T. Konetzke   | 32           | 15           | 3            | 1            | 2         | 0         | 1           | 0          | 6                 | 2                 | 0                 | 0                 | 40       | 17     | 4           | 1          |
| W. Kronhardt  | 31           | 2            | 2            | 0            | 2         | 0         | 1           | 0          | 5                 | 1                 | 0                 | 0                 | 38       | 3      | 3           | 0          |
| S. Kubis      | 8            | 0            | 0            | 0            | 0         | 0         | 0           | 0          | 1                 | 0                 | 0                 | 0                 | 9        | 0      | 0           | 0          |
| I. Lazic      | 10           | 3            | 2            | 0            | 2         | 0         | 0           | 0          | 1                 | 0                 | 0                 | 0                 | 13       | 3      | 2           | 0          |
| H. Mankowski  | 3            | 0            | 1            | 0            | 0         | 0         | 0           | 0          | 0                 | 0                 | 0                 | 0                 | 3        | 0      | 1           | 0          |
| L. Mebus      | 1            | 0            | 0            | 0            | 0         | 0         | 0           | 0          | 0                 | 0                 | 0                 | 0                 | 1        | 0      | 0           | 0          |
| J. Melzig     | 33           | 7            | 10           | 2            | 2         | 0         | 0           | 1          | 6                 | 1                 | 4                 | 0                 | 41       | 8      | 14          | 3          |
| A. Prill      | 9            | 0            | 0            | 0            | 0         | 0         | 0           | 0          | 0                 | 0                 | 0                 | 0                 | 9        | 0      | 0           | 0          |
| D. Rettig     | 2            | 0            | 0            | 0            | 0         | 0         | 0           | 0          | 0                 | 0                 | 0                 | 0                 | 2        | 0      | 0           | 0          |
| M. Ringel     | 1            | 0            | 1            | 0            | 0         | 0         | 0           | 0          | 0                 | 0                 | 0                 | 0                 | 1        | 0      | 1           | 0          |
| E. Rottler    | 1            | 0            | 0            | 0            | 0         | 0         | 0           | 0          | 0                 | 0                 | 0                 | 0                 | 1        | 0      | 0           | 0          |
| I. Schneider  | 17           | 1            | 3            | 0            | 2         | 0         | 1           | 0          | 4                 | 0                 | 1                 | 0                 | 23       | 1      | 5           | 0          |
| F. Seifert    | 30           | 7            | 1            | 0            | 2         | 0         | 1           | 0          | 6                 | 1                 | 0                 | 0                 | 38       | 8      | 2           | 0          |
| K. Wehner     | 25           | 0            | 0            | 0            | 2         | 0         | 1           | 0          | 4                 | 0                 | 0                 | 0                 | 31       | 0      | 1           | 0          |
| K. Wenschlag  | 4            | 0            | 0            | 0            | 0         | 0         | 0           | 0          | 2                 | 0                 | 0                 | 0                 | 6        | 0      | 0           | 0          |
| J. Woltmann   | 21           | 3            | 2            | 0            | 2         | 0         | 0           | 0          | 5                 | 1                 | 0                 | 0                 | 28       | 4      | 2           | 0          |
| M. Zimmerling | 26           | 6            | 1            | 0            | 2         | 0         | 0           | 0          | 5                 | 0                 | 0                 | 0                 | 33       | 6      | 1           | 0          |
| J. Zöphel     | 32           | 6            | 7            | 0            | 2         | 0         | 1           | 1          | 6                 | 0                 | 1                 | 0                 | 40       | 6      | 9           | 1          |